# Iradam
Iradam war eine polnische Automarke.

## Unternehmensgeschichte
Adam Gluck-Głochowski arbeitete seit 1921 an dem Entwurf eines Kleinwagens. 1925 gründete er das Unternehmen Inż. Adam Gluck-Głochowski in Krakau und begann mit der Produktion von Automobilen. Der Markenname Iradam war abgeleitet von den Vornamen Irena und Adam des Ehepaars Głuchowski. 1939 endete die Produktion nach nur wenigen hergestellten Exemplaren.

## Fahrzeuge

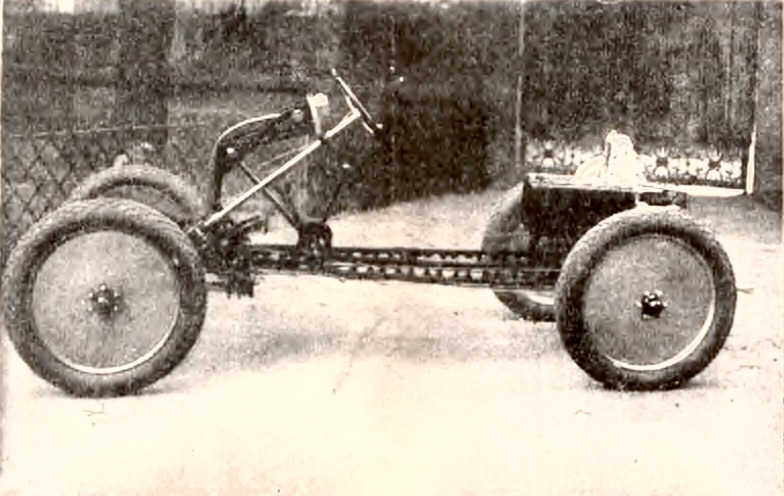
Iradam Chassis

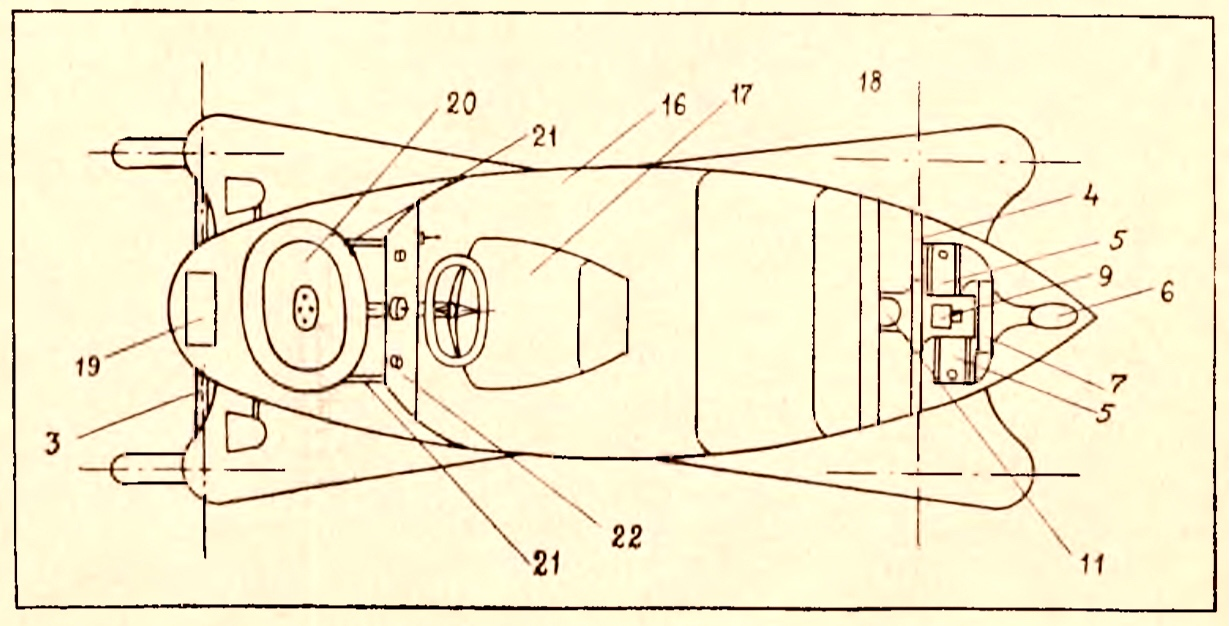
Iradam Konstruktionszeichnung Draufsicht

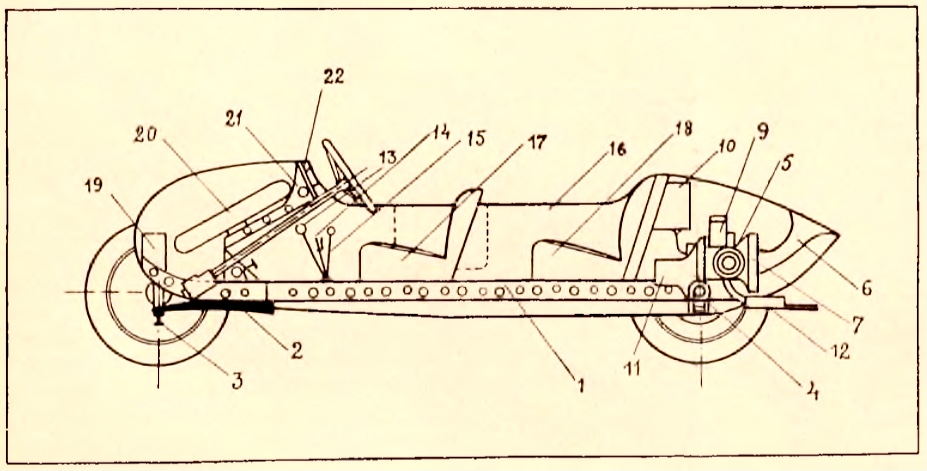
Iradam Konstruktionszeichnung Seitenansicht

Das Unternehmen stellte Kleinwagen her. Im ersten Modell sorgte ein Einbaumotor von J.A.P. mit 495 cm³ Hubraum für den Antrieb der bei 1800/min 6 PS leistete. Der Motor war im Heck montiert. Die Höchstgeschwindigkeit betrug 58 km/h. Der Verbrauch lag bei 3,5 bis 4 Liter auf 100 km. Der Motor wurde mit einem mechanischen Hebel links neben dem Fahrer angeworfen. Zur Gewichtserleichterung war der Fahrzeuglängsträger mit etlichen Erleichterungsbohrungen versehen. Später fand ein Motor von J.A.P. mit 600 cm³ Hubraum Verwendung. In den 1930er Jahren trieb ein Zweizylinder-Zweitaktmotor mit 1000 cm³ die Fahrzeuge an. Im Angebot waren offene und geschlossene Karosserien, die Platz für vier Personen boten.